# Znak graniczny

Znak graniczny: 1° rzut z góry, 2° rzut z boku

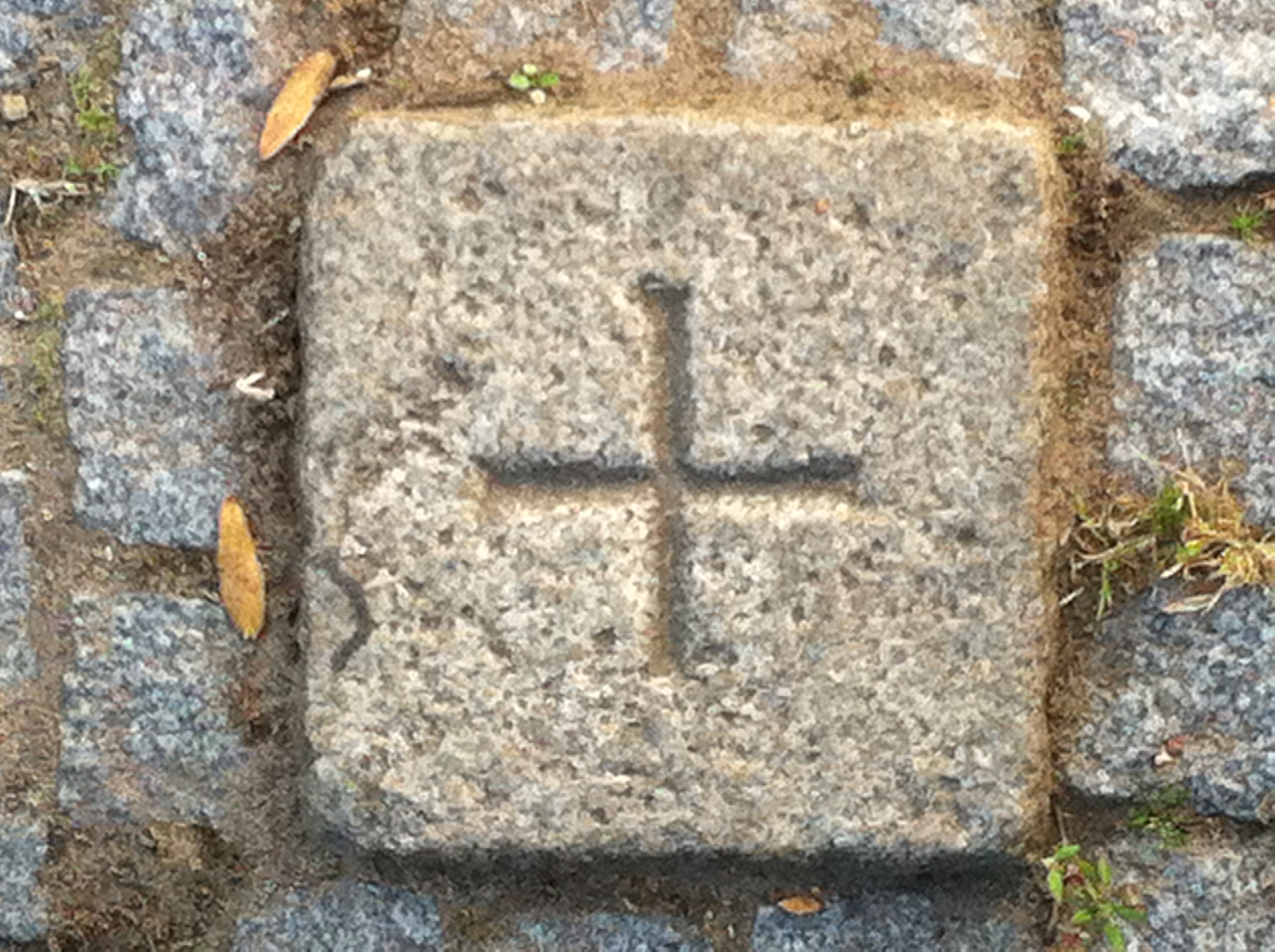
Zastabilizowany granitowy znak graniczny (15×15) cm z krzyżem

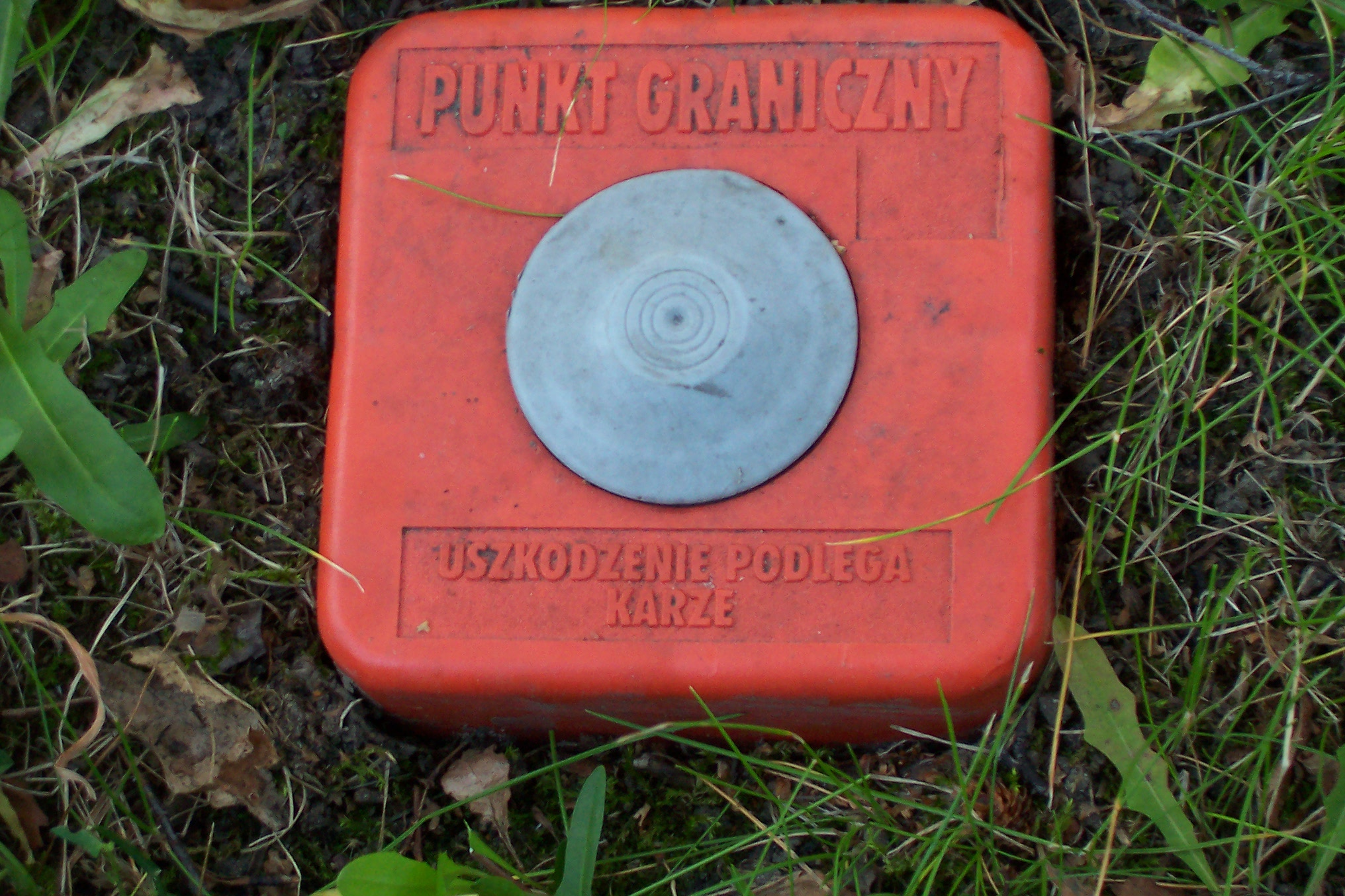
Zastabilizowany znak graniczny z plastikowym kołnierzem

Znak graniczny (potocznie granicznik) – znak z trwałego materiału umieszczony w punkcie granicznym lub trwały element zagospodarowania terenu znajdujący się w tym punkcie.
Znak graniczny materializujący punkt załamania granicy między działkami. Znak graniczny posiada najczęściej postać ściętego ostrosłupa o kwadratowej podstawie z wyrytym na górze krzyżem. Wykonany zazwyczaj z betonu lub skały pochodzenia wulkanicznego, np. granitu. Na gruntach bagiennych i podmokłych stosuje się także stabilizację palami drewnianymi. Ostatnio zaczęto produkować punkty graniczne plastikowe, które są lżejsze i łatwiejsze do wkopania, lecz są mniej stabilne. Często pod granicznikiem wkopuje się odwróconą butelkę szklaną, cegłę z naciętym krzyżem, rurkę drenarską itp. w celu potwierdzenia lokalizacji pierwotnego miejsca granicznika w czasie wznowienia znaków granicznych. Stosunkowo często spotyka się zwykłe polne kamienie pełniące funkcję graniczników.

## Znaki graniczne granicy państwowej
Przebieg granicy państwowej na lądzie i na morskich wodach wewnętrznych oznacza się znakami granicznymi. Położenie, kształt, wymiary i kolor znaków granicznych oraz zasady ich utrzymywania na granicy państwowej w Polsce określają umowy międzynarodowe zawarte przez Rzeczpospolitą Polską z sąsiednimi państwami.
Znak graniczny granicy państwowej w posiada najczęściej postać:
- kamiennych i betonowych słupów i słupków
- monolitów, kamieni
- płyt na skałach, korpusach jezdni
- krzyżyków wykutych w skałach
- boi na zbiornikach wodnych, itp.

Znaki graniczne granicy państwowej wyznaczają przebieg linii granicznej. Wyjątkiem jest sytuacja, gdy granica przebiega ciekiem wodnym lub suchym rowem. Wówczas znaki umieszcza się na przemian po obu stronach granicy. Takie oznakowanie nazywamy oznakowaniem pośrednim. Wyznaczenie przebiegu linii granicznej w terenie za pomocą znaków granicznych nazywamy demarkacją, dokonuje go mieszana Komisja Graniczna.
Znaki graniczne granicy państwowej często posiadają symbole narodowe identyfikujące z danym państwem, takie jak barwy narodowe, herby, itp. Na wierzchniej stronie znaku umieszcza się często linię, mającą odzwierciedlać kierunek przebiegu linii granicznej. Wygląd, kształt, wymiary znaków granicznych ustala się na drodze umów pomiędzy stronami.

### Polskie znaki graniczne granicy państwowej
Wygląd polskich znaków granicznych granicy państwowej jest uzależniony od umowy z sąsiednim państwem. Na granicy z Niemcami, Ukrainą, Białorusią, Litwą i Rosją zasadniczo linię graniczną wyznaczają niewielkie monolity (granica lądowa). Po obu stronach monolitu, 2,5 metra od linii granicznej w głąb kraju znajdują się słupy graniczne (obeliski) pomalowane we właściwe barwy narodowe (wyjątkiem jest granica polsko-rosyjska, na której zachowano czerwono-zielone malowanie z czasów istnienia ZSRR). Przy przejściu linii granicznej z odcinka wodnego (rzeka) na lądowy znak graniczny jednego z państw jest powtórzony i spełnia rolę znaku kierunkowego stojącego na przedłużeniu granicy. Są to tzw. podwójne znaki graniczne. Polskie słupy mają wzór w postaci skośnych, biało-czerwonych pasów, często jest też umieszczany godło Polski. Każdy słup posiada numer nadawany zgodnie z kolejnością ich występowania.

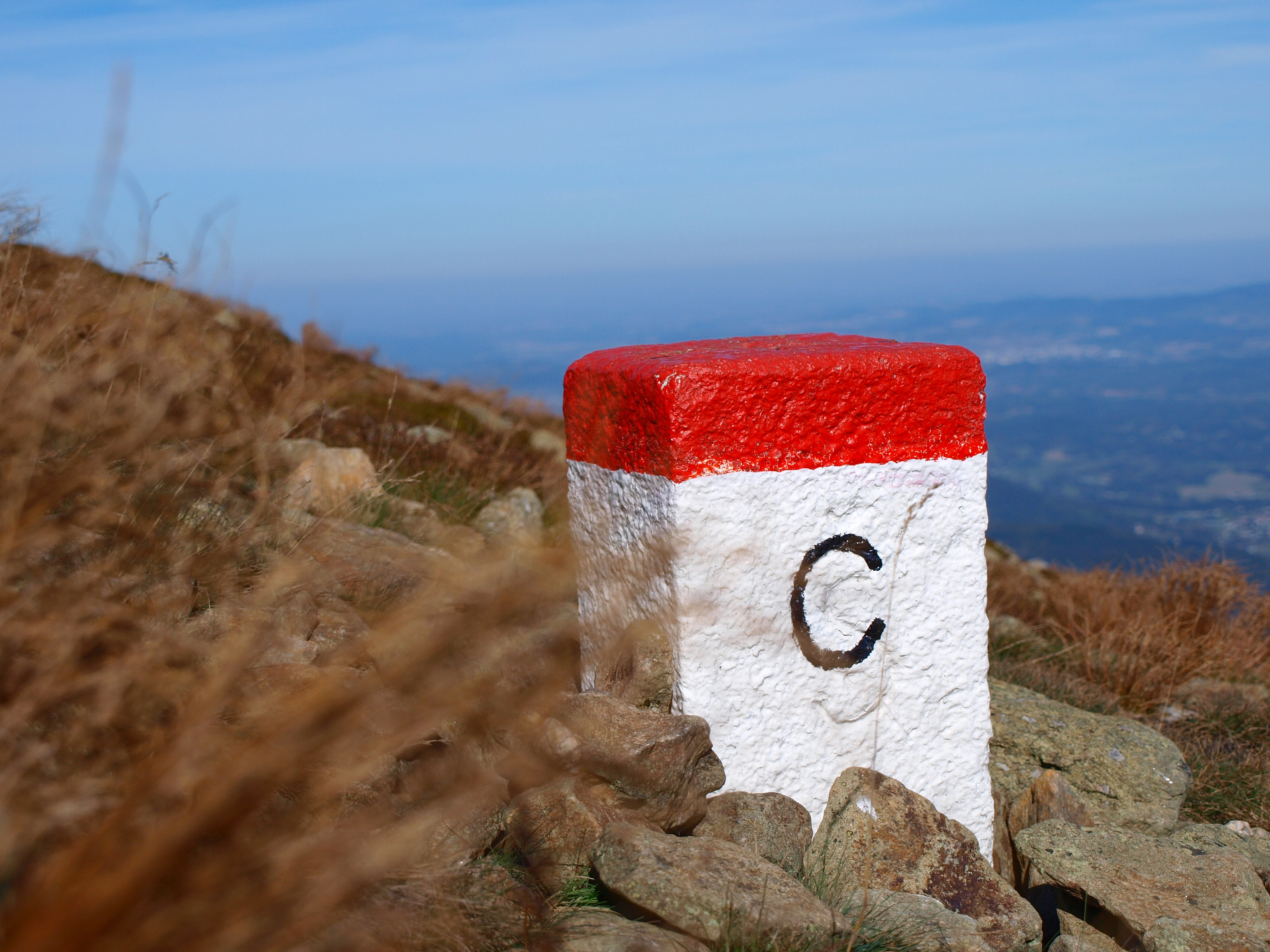
Znak graniczny na Śnieżce od strony czeskiej. Przyglądając się można spostrzec, że na czarno wymalowana jest litera „C”, jednak nieco niżej widać zamalowany na biało ślad litery „S”, a nad czarną literą „C” haczyk „ˇ”. W Czechosłowacji na znakach granicznych umieszczano przeplecione litery „ČS”.

Na granicy z Czechami i Słowacją słupki mają kształt białych prostopadłościanów z górną częścią pomalowaną na czerwono. Umieszczane są dokładnie na linii granicznej (z wyjątkiem rzek, rowów, itp. – oznakowanie pośrednie). Na ścianie zwróconej w kierunku danego państwa umieszcza się inicjał – skrót literowy (P – Polska, C – Czechy, S – Słowacja). Na wierzchniej stronie znaku znajduje się centr znaku granicznego oraz znaki kierunkowe, odzwierciedlające kierunek przebiegu linii granicznej w taki sposób, aby wskazywały z centra znaki sąsiednie. Oznakowania takiego nie stosuje się w przypadku oznakowania pośredniego. W tym przypadku na ścianie znaku zwróconej w kierunku granicy umieszcza się inicjał państwa, na terenie którego się ten znak znajduje. W niektórych przypadkach, jak początek i koniec cieków granicznych stosuje się podwójne znaki graniczne, naprzeciwlegle po obu stronach granicy. Na granicy czeskiej i słowackiej znaki mają specjalną numerację postaci ułamka. W przypadku głównych znaków granicznych, w liczniku cyfrą rzymską oznakowany jest odcinek granicy (na granicy czeskiej od I do IV, na słowackiej od I do III), a w mianowniku cyfrą arabską kolejny numer. Pomiędzy znakami głównymi znajdują się znaki pomocnicze. W ich przypadku w liczniku znajduje się numer poprzedzającego znaku głównego (cyfra arabska), a w mianowniku numer kolejnego pomocniczego znaku granicznego (również cyfra arabska). W przypadku znaków podwójnych do mianownika dodaje się literę a lub b. Numer znaku umieszczany jest na ścianie skierowanej w stronę poprzedzającego słupa.
Osadzanie i utrzymywanie:
- stałych znaków granicznych na wymaganych pozycjach geograficznych Zalewu Szczecińskiego i Jeziora Nowowarpieńskiego zapewnia Komendant Główny Straży Granicznej
- pływających znaków granicznych na wymaganych pozycjach geograficznych Zalewu Szczecińskiego i Jeziora Nowowarpieńskiego oraz Zalewu Wiślanego a także stałego znaku granicznego dalba „7” na wymaganej pozycji geograficznej Jeziora Nowowarpieńskiego zapewnia właściwy miejscowo dyrektor urzędu morskiego[5]

### Historia
W średniowieczu znakami granicznymi granicy państwowej były najczęściej kopce przy drogach lub znaki na drzewach. Do dzisiaj zachowało się sześć słupów granicznych biskupiego terytorium nysko-otmuchowskiego. Na podstawie informacji z XIX wieku wiadomo, że w XVIII wieku w południowo-wschodniej Polsce stawiano granitowe słupy z napisem „Koniec Polski” – takie słupy graniczne znajdowały się m.in. w miejscowościach Jahorłyk i Koniecpol Nowy na terenie dzisiejszej Ukrainy; inny słup graniczny z 1545 roku zachował się w miejscowości Bogusze.